# شاهزاده فوشیمینومیا کونیناگا
فوشیمی نومیا کونیناگا شیننو (به ژاپنی: 伏見宮邦永親王 ふしみのみや くにながしんのう) پسر فوشیمینومیا سادایوکی شیننو و چهاردهمین رهبر خاندان فوشیمی-نو-میا، پدر ماسوکو جوئو، نام کودکی نامی نو میا؛ (تولد ۱۷۱۱ – مرگ ۱۷۳۳ میلادی)، یک زن در دوره ادو، زن اصلی (سی‌شیتسو) یا میدای‌دوکورو شوگون نهم توکوگاوا ایه‌شیگه بود.